# Monotoma spinicollis
Monotoma spinicollis är en skalbaggsart som beskrevs av Aubé 1837. Monotoma spinicollis ingår i släktet Monotoma, och familjen gråbaggar. Enligt den finländska rödlistan är arten nära hotad i Finland. Arten är reproducerande i Sverige. Artens livsmiljö är parker, gårdsplaner och trädgårdar.